# L'idea di giustizia
L'idea di giustizia (The Idea of Justice) è un saggio che Amartya Sen pubblicò nel 2009 come approfondimento delle tesi esposte da John Rawls, alla cui memoria dedica l'opera, in Una teoria della giustizia del 1971.

## Contenuti
Nell'introduzione ("Un approccio alla giustizia"), l'autore afferma che, a partire dall'Illuminismo, si sono sviluppati due diversi approcci all'idea di giustizia. Il primo, che egli definisce "istituzionalismo trascendentale", si caratterizza per la definizione di un ideale di giustizia e di accordi per le istituzioni e le norme che sarebbero alla base di una società giusta. Appartengono a questo paradigma i pensatori del Contrattualismo, da Thomas Hobbes e John Locke, a J.J. Rousseau e Kant, sino a Rawls.
Il secondo approccio, che definisce "comparativo e centrato sulle realizzazioni concrete", si concentra invece non su ideali astratti, ma sulla possibilità concreta di mettere empiricamente a confronto società esistenti, condizioni concrete e comportamenti reali, per introdurre riforme sociali che diminuiscano le ingiustizie e aumentino la giustizia. Questa seconda tradizione, a cui Sen dichiara di appartenere, è formata da pensatori come Adam Smith, de Condorcet, Mary Wallstonecraft, Karl Marx, John Stuart Mill.
I due approcci divergono sin dal principio anche per le questioni che pongono: il primo pone la domanda su quali sarebbero le istituzioni ideali in una società giusta, il secondo invece si chiede attraverso quali realizzazioni concrete si potrebbe giungere a un progresso della giustizia.
Sen quindi avanza due critiche alla teoria della giustizia di Rawls, che definisce della ‘perseguibilità’ e della ‘superfluità’. La prima critica muove un attacco alla tesi fondamentale della teoria della giustizia di Rawls, che cioè nelle condizioni ‘trascendentali’ della posizione originaria (il cosiddetto ‘velo di ignoranza’), cioè in condizioni di imparzialità in cui si decida sui principi fondamentali, sia possibile accordarsi e identificare un solo ideale di giustizia; al contrario, Sen ritiene che anche nella situazione originaria si troverebbero a competere principi di giustizia diversi e alternativi, ma altrettanto imparziali e legittimi.
Nel problema del flauto e di chi, fra tre bambini, uno che l’ha prodotto, uno che lo sa suonare e l'ultimo che non possiede altri giochi, sarebbe legittimato a ottenerlo, Sen descrive tre differenti legittimi e imparziali modelli etici (Utilitarismo, Egualitarismo e Liberalismo).
La seconda critica che Sen muove alla teoria della giustizia di Rawls riguarda la sua ‘superfluità’: un ‘ideale’ di giustizia o di istituzioni giuste non sarebbe di alcuna utilità quando ci si trovi di fronte a scelte concrete, ad esempio a decidere tra due politiche economiche e sociali.

## Edizioni
- L'idea di giustizia, Mondadori, Milano, 2010, ISBN 978-88-04-60017-6.